# Ace le Bat-Chien
Ace le Bat-Chien (Ace the Bat-Hound) est un personnage de fiction apparaissant dans les comics américains publiés par DC Comics. Il est le partenaire canin de Batman et Robin dans leur lutte contre le crime.

## Origines
Ace a fait ses débuts dans Batman #92 (couverture datée de juillet 1955) et a été créé par Bill Finger et Sheldon Moldoff. La création de Ace a été inspirée par le succès des débuts de Krypto dans Adventure Comics #210 (mars 1955), et par les serials et films sur les chiens détectives joués par des Bergers allemands, comme Rintintin et Ace the Wonder Dog.

## Biographie fictive

### Pre-Crisis
Ace était un Berger allemand appartenant au graveur du nom de John Wilker. Il a été trouvé par Batman et Robin après que son maître ait été enlevé par un gang de faux-monnayeurs. Batman utilise Ace pour tenter de localiser Wilker. Comme il avait déjà distribué un grand nombre d'annonces "chien perdu" sous son identité civile (Bruce Wayne), il craignait que quelqu'un finisse par reconnaître Ace (qui avait une marque distinctive en forme d'étoile sur son front). Cette personne pourrait alors faire le lien entre Bruce Wayne et Batman. Pour empêcher ce problème, il a improvisé à la hâte un genre de masque pour le chien, qui incorpore l'emblème de la chauve-souris tout comme la médaille du collier d'Ace. Ace fut du coup baptisé le Bat-Chien par un criminel que le chien a aidé à appréhender.
Plus tard, Wilker a pris un nouveau travail. Ne pouvant pas garder Ace, il laissa donc le chien à Bruce Wayne. Wilker n'a jamais été au courant que Ace était le Bat-Chien ou que Bruce Wayne était Batman.
Ace disparait presque complètement des comics de Batman après que Julius Schwartz ait repris le poste d'éditeur en 1964. Il fit des apparitions très occasionnelles dans les années suivantes.

### Post-Crisis

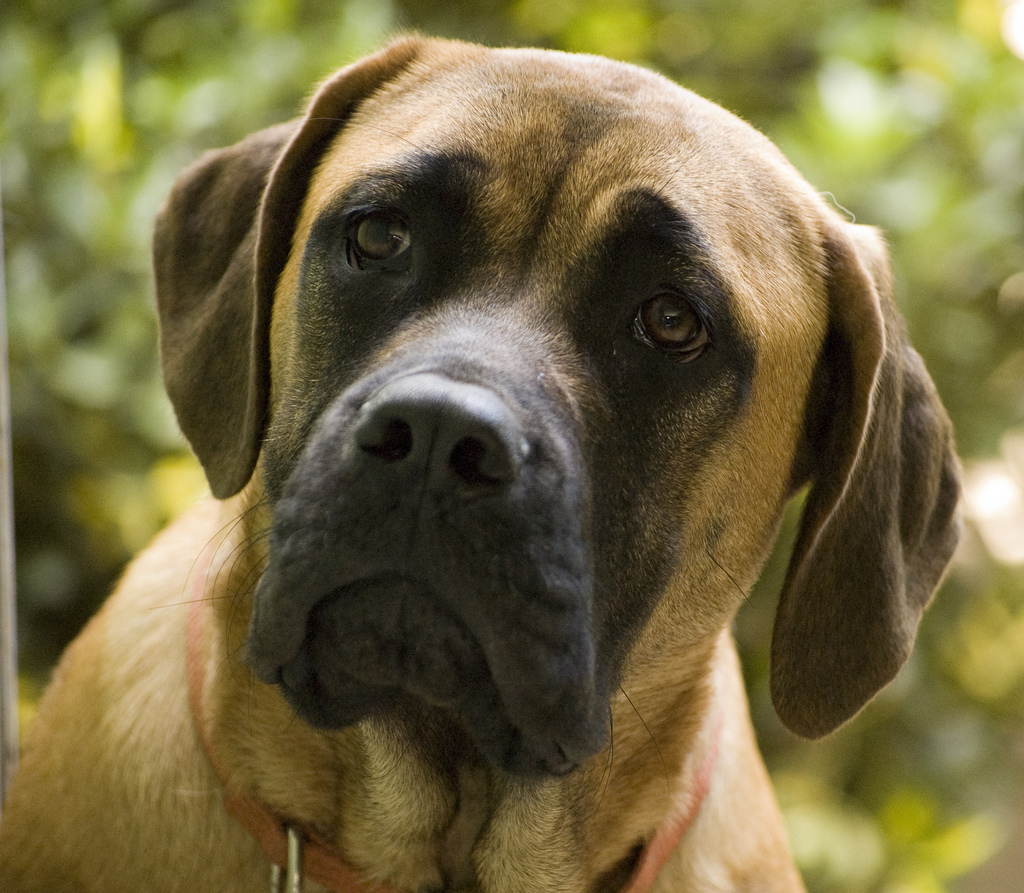
Le Mastiff fut la race choisie pour la version Post-Crisis d'Ace.

Une version moderne de Ace a été réintroduite dans Batman #462 (juin 1991), bien qu'il ait été rarement vu au cours des dernières années. Cette version était à l'origine un chien-guide appartenant à un amérindien aveugle nommé Loup Noir (Black Wolf), qui l'avait appelé "le Chien". Le chien aida Batman dans sa lutte contre des criminels de la tribu de Loup Noir. À la suite de la mort de Loup Noir, Batman adopta le chien, et le renomma Ace.
Il ne portait pas de masque, il n'a jamais été appelé Bat-Chien, et a l'apparence d'un Mastiff anglais avec une tache sombre sur son flanc en forme de chauve-souris. Ace a parfois aidé Batman sur des affaires et est représenté comme très affectueux envers son maître et vice-versa.
Après que Batman ait été neutralisé par le vilain Bane, Azrael prend le contrôle et chasse Ace, Nightwing, Robin et Harold Allnut de la Batcave. Harold, fidèle à Batman, prend Ace. Ils vivent dans une partie du réseau de la batcave qu'Azrael ignore. Pour le garder occupé, Ace joue avec une souris robot construite par Harold.
Ace disparait sans explication après les événements du No man's Land, arc se déroulant à la fin des années 1990.

### The New 52
Dans Batman and Robin Vol 1: Tueur né, une des séries relancées lors des New 52 (reboot de l'univers de DC Comics en 2011), Bruce est vu acheter un Grand danois noir dans un chenil. Plus tard, il offre ce chien à son fils, Damian, qui le nomme Titus. L'écrivain Peter Tomasi a déclaré dans une interview qu'il avait envisagé de nommer le chien Ace. Damian rejette le chien au début, mais finalement, s'attache à celui-ci.

### DC Rebirth
Dans DC Rebirth, un nouveau Ace a été introduit dans le premier Annual de Batman Vol 3, dans lequel il est présenté comme un ancien chien de garde du Joker. Le Joker l'avait laissé avec d'autres chiens, dans une fosse, sans nourriture, pour qu'ils se battent entre eux. Les chiens avaient le symbole d'une carte à jouet sur eux, et c'est le chien avec un as qui a tué tous les autres. Il fut envoyé à la fourrière de Gotham, et Alfred l'adopta deux jours plus tard. Il passe les mois suivants à dresser le chien en dépit des objections de Bruce qui pense que les actions du Joker sur le chien ne peuvent être guéries. Malgré cela, Alfred réussit à apprivoiser et dresser le chien, et Bruce commence à se lier avec lui après avoir été blessé lors d'une de ses patrouilles nocturnes. Il obtient un masque pour Ace lors des fêtes de Noël et l'appelle le « Bat-Chien ». Bien que le gérant de la fourrière de Gotham décrit Ace en tant que femelle, Bruce et Alfred l'appelaient « lui », laissant planer une ambiguïté sur le sexe de l'animal.

## Dans les autres médias

### Séries télévisées

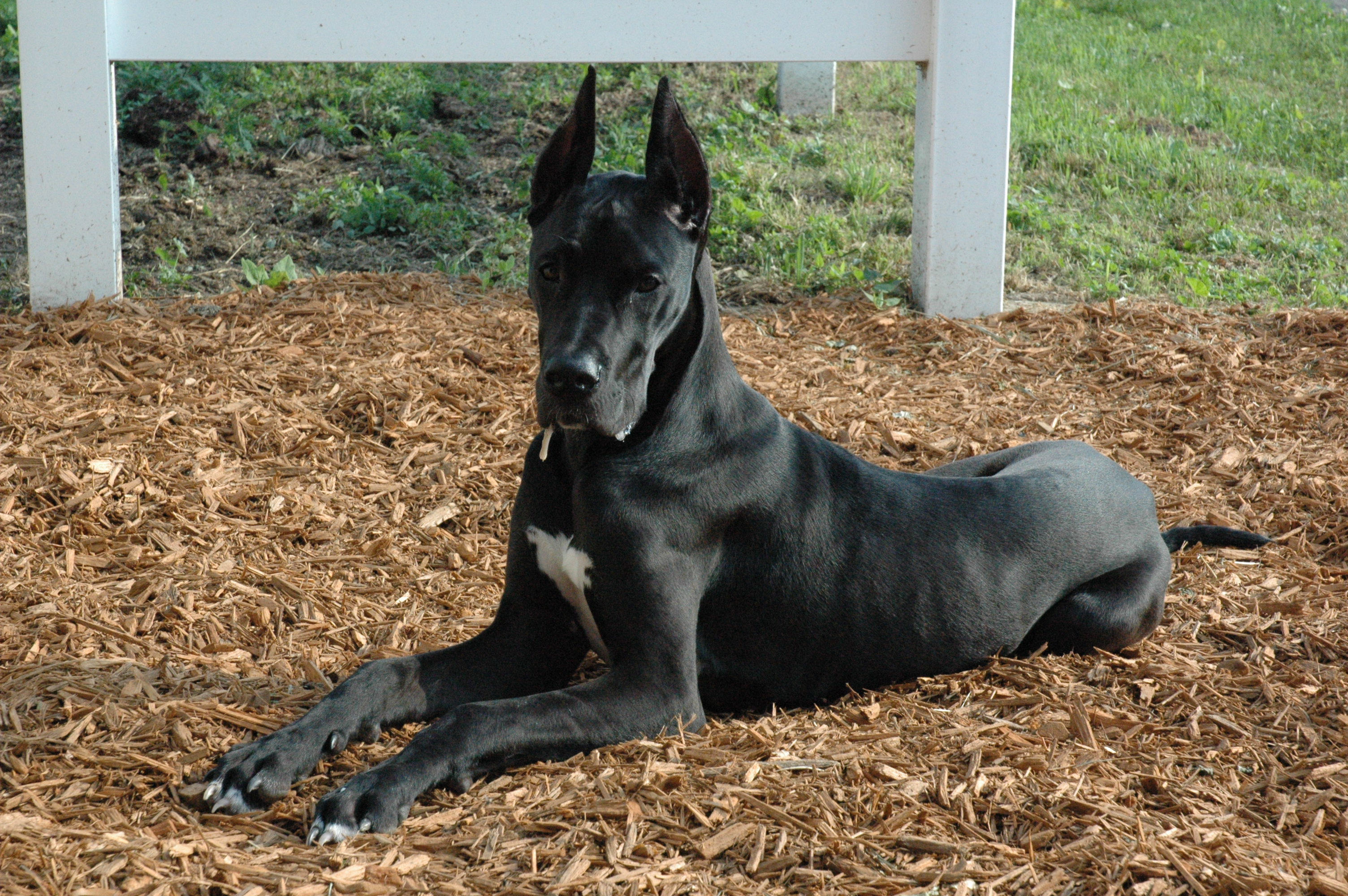
Un Grand Danois noir fut utilisé pour représenter Ace dans la série Batman, la Relève ; mais aussi pour Titus, le chien de Damian Wayne.

- Ace le Bat-Chien apparaît dans Batman Beyond. Cette version est le chien de garde et de compagnie d'un Bruce Wayne âgé. Il est issu d'un croisement avec un Grand Danois. Il a fait sa première apparition dans le tout premier épisode de la série « Renaissance (Rebirth) ». Au premier abord, Ace n'aime pas Batman (Terry McGinnis), mais après plusieurs missions où ils s'entraident, Terry gagne l'affection et la loyauté d'Ace. Dans le dernier épisode de la saison 2 « Combats de chiens (Ace in the Hole) », les origines d'Ace sont révélées : il est un chiot qui a été acheté pour des combats de chiens illégaux. Mais il réussit à s'échapper de cette vie violente. Il fut découvert et adopté par Bruce lors d'une visite de Crime Alley par celui-ci.
- Dans Krypto the Superdog, série dédiée à Krypto (le chien d'enfance de Superman), Ace le Bat-Chien (doublé dans la version originale par Scott McNeil) y fait ponctuellement des apparitions et est encore une fois un partenaire et allié de Batman dans sa lutte contre le crime - le Chevalier Noir lui-même n'apparaît pas dans la série.
- Ace le Bat-Chien apparaît dans Batman : L'Alliance des héros[11]. Dans l'épisode « Legends of the Dark Acariens! », il aide Batman à lutter contre Catman. Ace réussit à coincer Catman dans un arbre, et Batman le récompense en lui offrant une friandise en forme de chauve-souris.
- Ace le Bat-Chien apparaît dans le court métrage "DC Super-Pets" des DC Nation Shorts, et est doublé par Diedrich Bader.
- Dans Robot Chicken DC Comics Special 2: Villains in Paradise (en), Ace apparaît dans une partie où il aboie contre une version chien de Bane, appelée Banehound, et qui rompt le dos d'Ace comme une parodie de Batman: Knightfall.

### Jeux vidéo
- Il est mentionné dans "Lego Batman 2: DC Super Heroes".
- Ace le Bat-Chien apparaît comme personnage jouable dans Lego Batman 3: Au-Delà de Gotham.
- Dans Injustice 2, Red Hood mentionne Ace le Bat-Chien quand Harley Quinn le menace d'en faire le jouet de ses hyènes, Bud et Lou, poussant Red Hood à dire « Où est le Bat-Chien quand j'ai besoin de lui ».
- Dans "Batman: Arkham Knight" son récipient est marqué ACE.

### Films
- Ace apparaît dans le film d'animation Lego / DC : Lego DC Comics Super Heroes: The Flash
- Dans le film crossover de 2018, Scooby-Doo et Batman : L'Alliance des héros, Scooby-Doo porte un vieux costume du Bat-Chien dans le point culminant du film.
- Il apparait dans la fin du film "The Death of Superman".
- Il apparait dans "Batman: Hush" et "Justice League Dark: Apokolips War".
- Il est un des personnages principaux du film d'animation Krypto et les Super-Animaux.

### Livres
- L'intérêt d'Ace est discuté dans Mythology: The DC Comics Art of Alex Ross. Ross sent qu'en tant qu'enfant, l'idée que Batman ait un chien est « cool », mais qu'en tant qu'adulte la même idée est « extravagante »[12].